# True Men Don’t Kill Coyotes
True Men Don’t Kill Coyotes – pierwsza piosenka zespołu Red Hot Chili Peppers, wydana jako singel. Jest również pierwszym utworem z ich wydanego w 1984 roku debiutanckiego albumu, The Red Hot Chili Peppers.
Tekst piosenki został napisany przez Anthony’ego Kiedisa, Flea, Jacka Shermana i Cliffa Martineza.
„True Men Don’t Kill Coyotes” znalazło się także na wydawnictwie What Hits!?, na CD i DVD.

## Teledysk
Do piosenki został stworzony wideoklip, jednak zarówno usłyszeć piosenkę, jak i obejrzeć wideoklip miała okazję tylko mała grupa ludzi.
Klip, w którym użyto fluorescencyjnych kolorów, pokazuje jak grupa wykonuje utwór na tle wykonanej z kartonów pustynnej scenerii.